# Dino Grandi
Dino Grandi (ur. 4 czerwca 1895 w Mordano, zm. 21 maja 1988 w Bolonii) – włoski polityk i dyplomata, hrabia Mordano. Ukończył prawo w Mediolanie. Bliski współpracownik Benita Mussoliniego, minister spraw zagranicznych, a następnie ambasador Włoch w Wielkiej Brytanii.

## Życiorys
Od 1919 roku działał w ruchu faszystowskim. Dwa lata później dostał się do parlamentu. Był jedną z głównych postaci w Narodowej Partii Faszystowskiej. W 1925 roku został podsekretarzem stanu w Ministerstwie Spraw Zagranicznych. Między 1929 a 1932 rokiem był ministrem spraw zagranicznych. Następnie do 1939 roku pełnił funkcję ambasadora w Wielkiej Brytanii. W tym czasie coraz krytyczniej oceniał zbliżenie Włoch z III Rzeszą. Od 1939 do 1943 roku był ministrem sprawiedliwości i stał na czele Izby Deputowanych.
Zwłaszcza w czasie drugiej fazy II wojny światowej należał do umiarkowanej frakcji Narodowej Partii Faszystowskiej. Jako przewodniczący Wielkiej Rady Faszystowskiej doprowadził 25 lipca 1943 roku do głosowania, po którym Mussolini stracił władzę i po zdymisjonowaniu z funkcji premiera przez króla Wiktora Emanuela III został aresztowany.
W sierpniu 1943 Grandi wyjechał do neutralnej Hiszpanii rządzonej przez Francisca Franco dla nawiązania kontaktu z aliantami. 8 września 1943 roku rząd marszałka Pietra Badoglio podpisał zawieszenie broni z Wielką Brytanią i Stanami Zjednoczonymi, wycofując Włochy z wojny. Po interwencji militarnej III Rzeszy we Włoszech i przywróceniu przez Niemców do władzy Mussoliniego jako szefa marionetkowej Włoskiej Republiki Socjalnej, Grandi został w styczniu 1944 roku w procesie pokazowym w Weronie, na którym sądzono przeciwników Mussoliniego, skazany zaocznie na śmierć. Z Hiszpanii udał się do Portugalii, gdzie mieszkał w latach 1943-1948. Później wyemigrował do Argentyny, a następnie zamieszkał w São Paulo w Brazylii, wreszcie na początku lat 60. XX wieku powrócił do Włoch, gdzie zmarł.
W 1930 gościł w Polsce, gdzie został odznaczony Orderem Orła Białego.

## Galeria

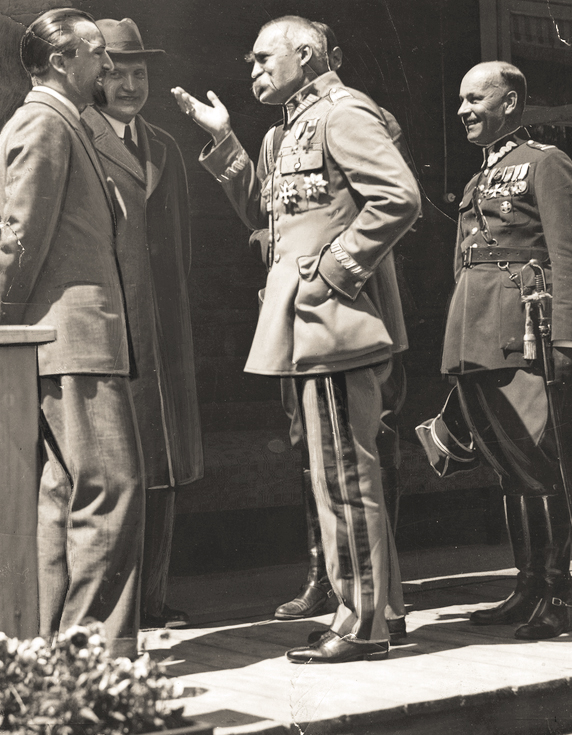
Dino Grandi, August Zaleski, Józef Piłsudski i płk Feliks Kamiński 1930
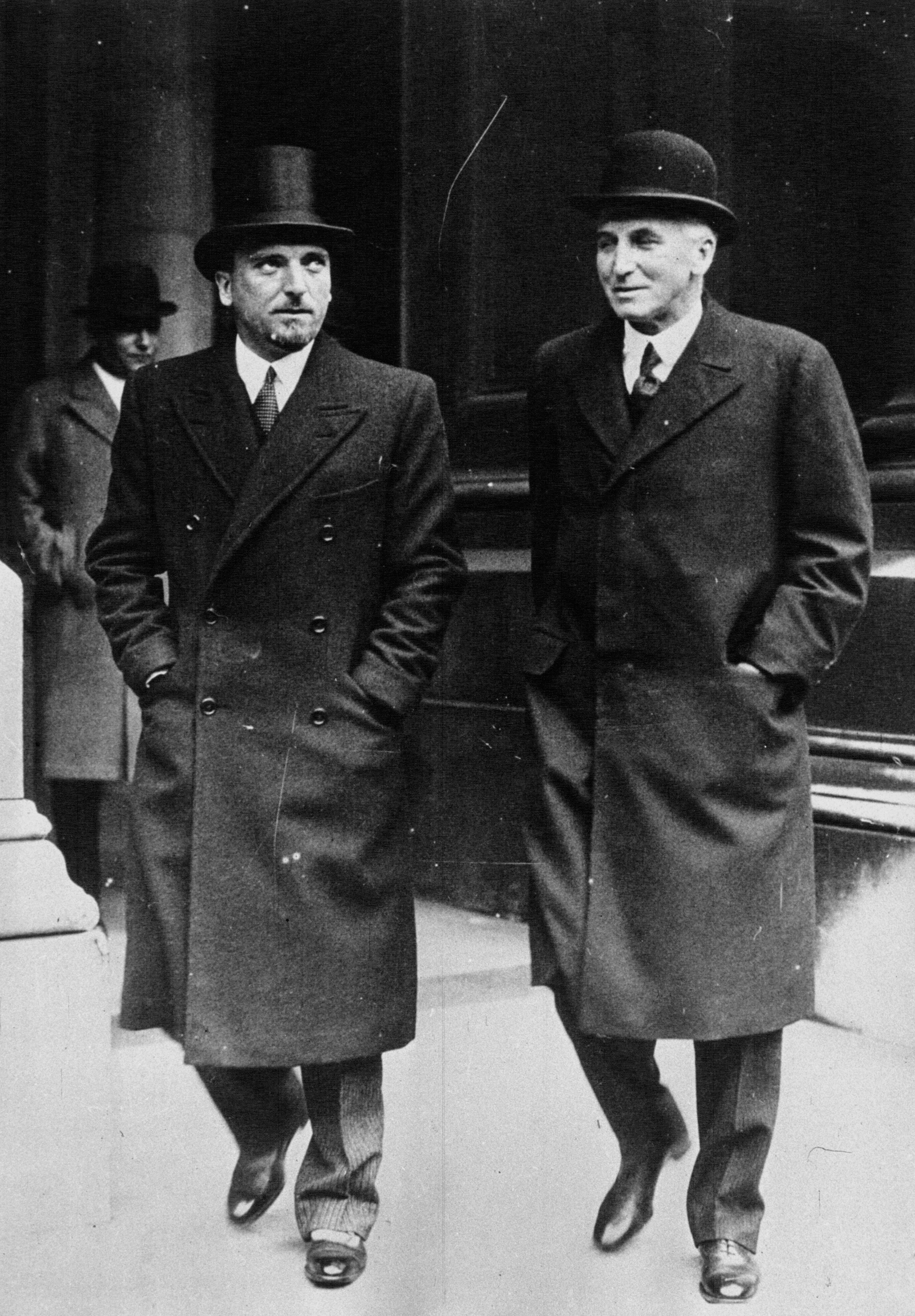
Dino Grandi i John Simon 1932
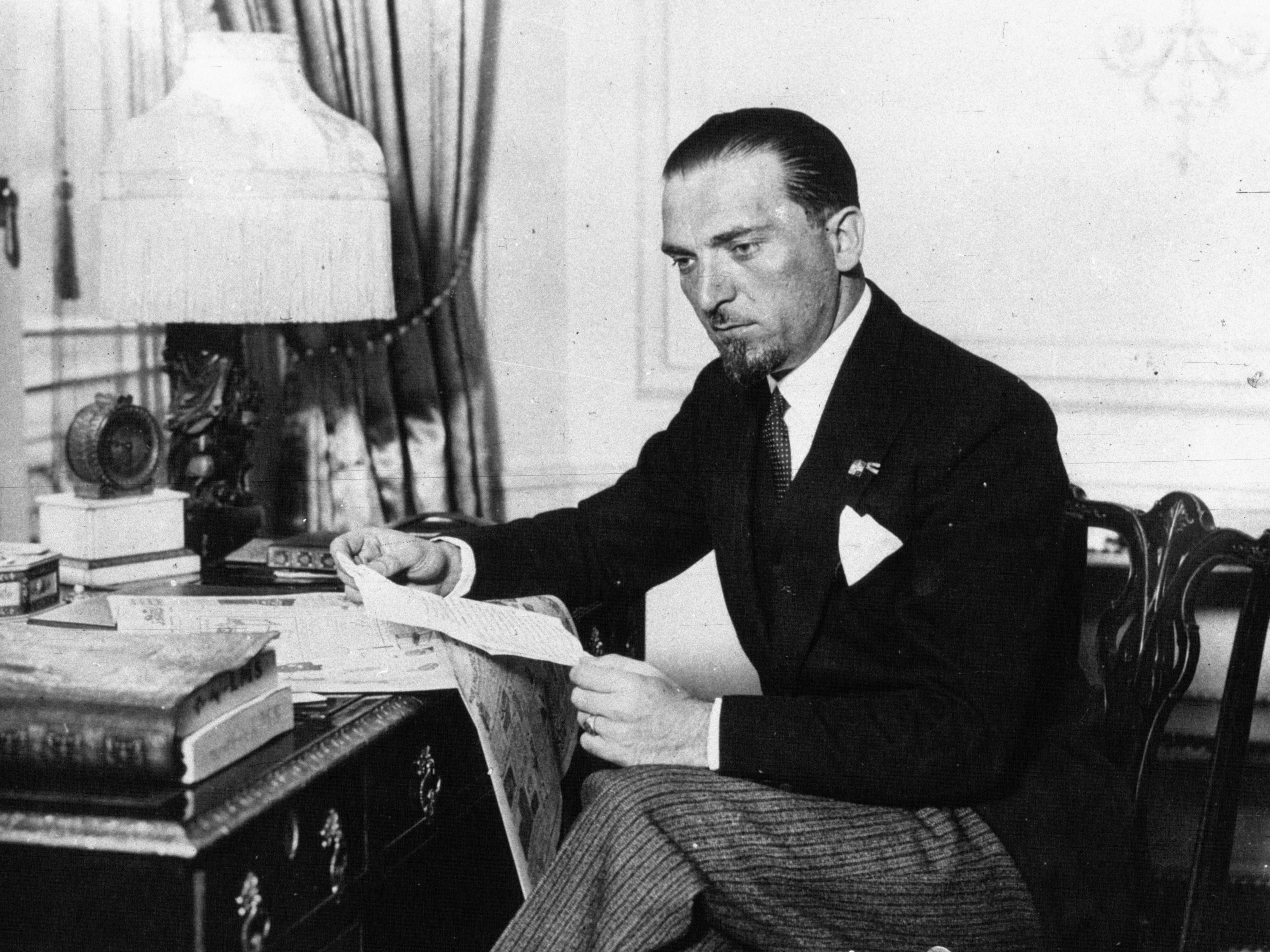
Dino Grandi 1932
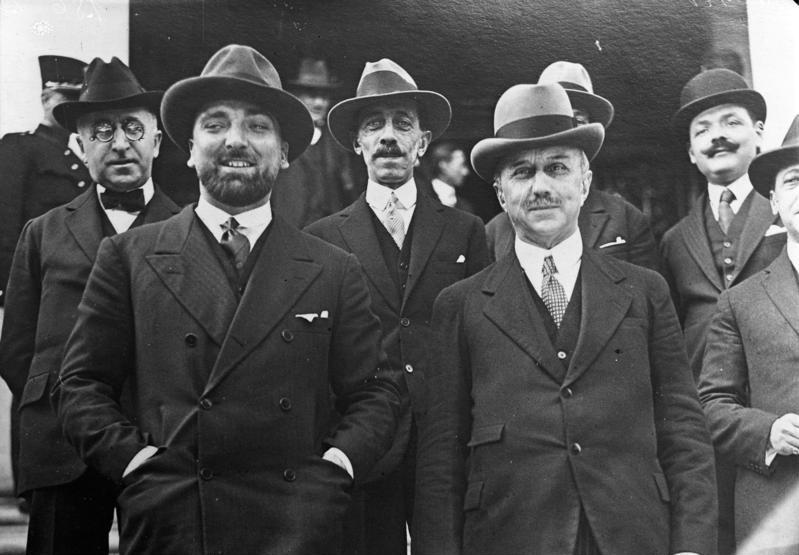
Dino Grandi 1932